# Denís Gluixakov
Denís Gluixakov (en rus: Денис Борисович Глушаков) (Míl·lerovo, Unió Soviètica, 27 de gener de 1987), és un futbolista rus, exerceix com a extrem. Actualment juga al Spartak Moscou.

## Clubs
| Club                 | País   | Any         |
| -------------------- | ------ | ----------- |
| FC Nika Moscou       | Rússia | 2005        |
| FC Lokomotiv Moscou  | Rússia | 2005 - 2006 |
| FC SKA Rostov-on-Don | Rússia | 2006        |
| FC Zvezda Irkutsk    | Rússia | 2007        |
| FC Lokomotiv Moscou  | Rússia | 2007 - 2013 |
| FC Spartak de Moscou | Rússia | 2013 -      |

## Internacional
El 12 de maig de 2014, Fabio Capello, director tècnic de la selecció nacional de Rússia, va incloure a Glushakov en la llista provisional de 30 jugadors que iniciaran la preparació amb la intenció de la Copa Mundial de Futbol de 2014. El 2 de juny va ser ratificat per Capello en la nòmina definitiva de 23 jugadors.

### Participacions en Copes del Món
| Mundial                        | Seu    | Resultat     |
| ------------------------------ | ------ | ------------ |
| Copa Mundial de Futbol de 2014 | Brasil | Primera fase |